# Śledziówka
Śledziówka – osada w Polsce w województwie pomorskim, w powiecie sztumskim, w gminie Stary Targ. Wieś wchodzi w skład sołectwa Jordanki.

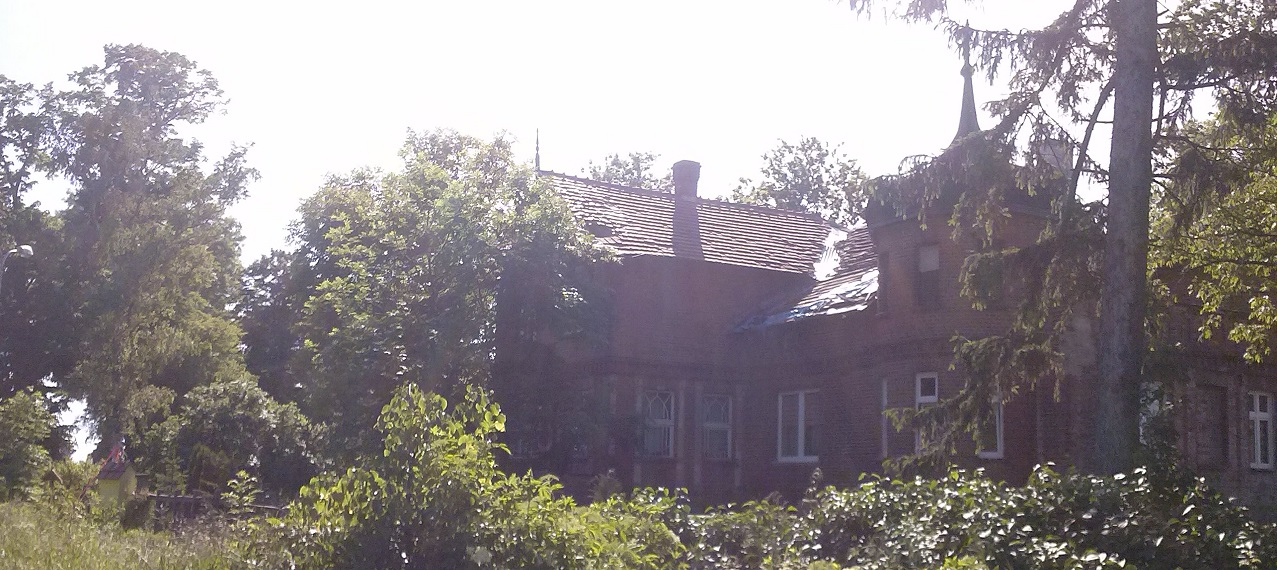
Dwór i kapliczka na terenie dawnej Śledziówki Wielkiej

Do 2005 istniała osada Śledziówka Mała i przysiółek Śledziówka Wielka (niem. odpowiednio Klein Heringshoeft i Gross Heringshoeft). Większą powierzchnię miała Śledziówka Wielka. Nazwy zniesiono i utworzono nazwę Śledziówka.

## Historia
W przeszłości były to dobra rycerskie oraz osady folwarczne składające się z dworów, parków oraz budynków gospodarczych i inwentarskich. Zachował się pierwotny układ ruralistyczny Śledziówki Wielkiej, prawdopodobnie z XIII wieku. W XIX wieku w obu miejscowościach zajmowano się hodowlą bydła i koni. W Śledziówce Wielkiej znajdowała się mleczarnia. Wśród mieszkańców osoby wyznania katolickiego wyraźnie przeważały tam nad ewangelikami, w Śledziówce Małej proporcje były bardziej wyrównane. W Śledziówce Małej dawny układ przestrzenny ani żadne elementy osady folwarcznej nie zostały zachowane, jednak utrzymały się pojedyncze budynki z końca XIX wieku. Zachowały się natomiast XIX-wieczne m.in. dwór i park, powstałe w Śledziówce Wielkiej, a także tamtejsza kapliczka przydrożna z początku XX wieku.
W latach 1945–1975 miejscowości administracyjnie należały do województwa gdańskiego, a w latach 1975–1998 do województwa elbląskiego.